# 리브 하이
리브 하이(Live High)는 대한민국의 걸 그룹이다.

## 활동
2013년 7월 30일 《하쿠나 마타타(Hakuna matata)》라는 노래 작품으로 데뷔하였다.

## 구성원
- 신아 (이소윤, 1992년 12월 28일(32세) 대한민국 서울 출생.)
- 레아 (박윤희, 1993년 4월 15일(32세) 푸에르토 리코 산 후안 출생.)
- 가빈 (고은빈, 1993년 4월 19일(32세) 대한민국 광주 출생.)
- 보혜 (구보혜, 1994년 11월 4일(30세) 대한민국 서울 출생.)

## 디스코그래피

### 싱글 앨범
- 2013년 《하쿠나 마타타》(2013년 7월 30일)
- 2016년 《해피 송》(2016년 5월 9일)
- 2017년 《꿍따리 샤바라》(2017년 7월 3일)
- 2018년 《Yes》(2018년 1월 5일)
- 2018년 《첫사랑》(2018년 8월 6일)

## 수상 목록
- 2015년 도전한국인본부 제1회 대한민국 나라사랑 실천대상 나라사랑-최고기록인증 단체부문
- 2016년 대한민국 예술문화 스타대상 신세대가수그룹부문
- 2017년 제25회 대한민국 문화연예대상 K-POP 부문